# Sepulcro de Pozo Moro

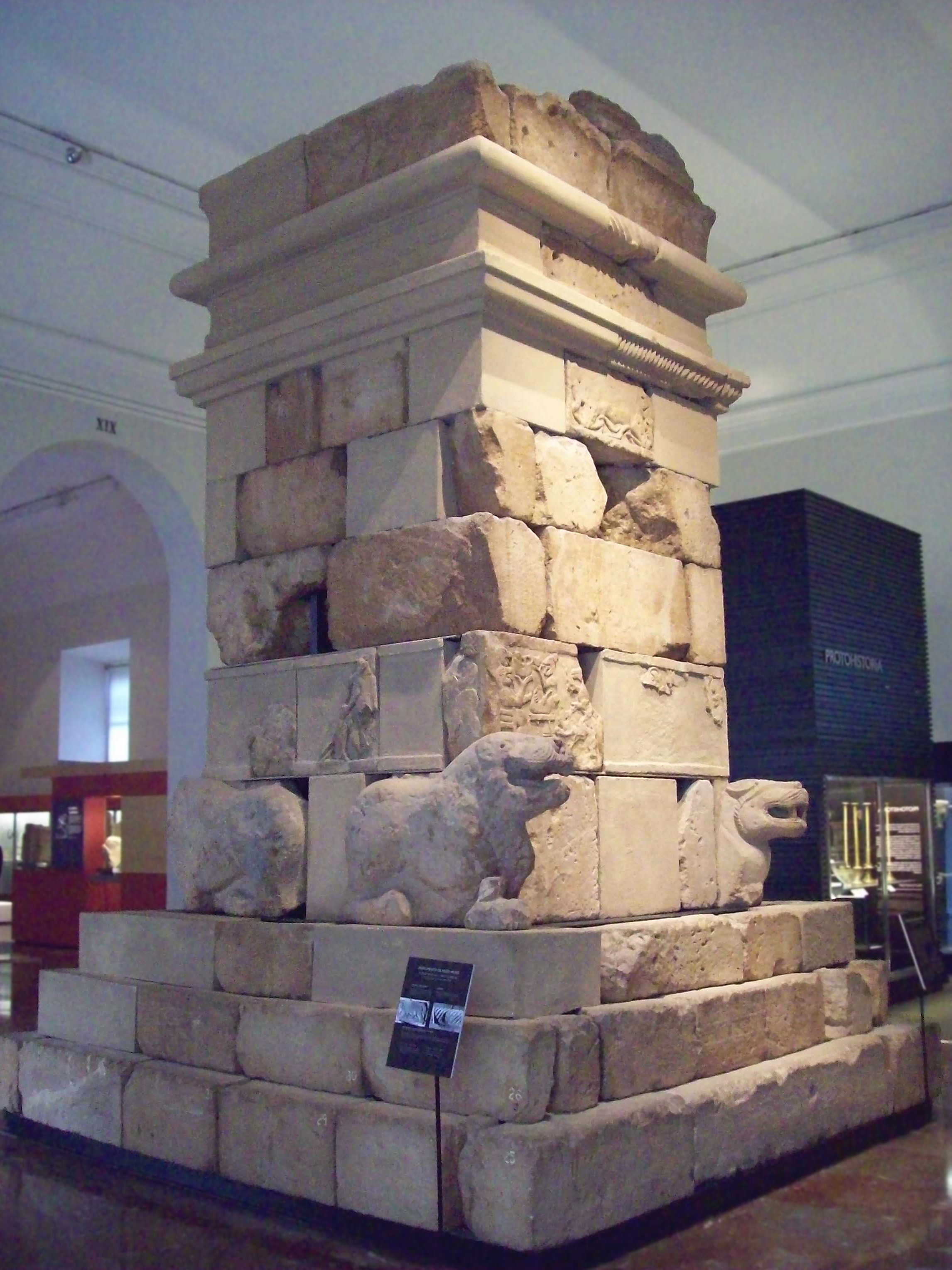
Sepulcro de Pozo Moro no Museu Arqueológico Nacional de Madri.

O sepulcro de Pozo Moro é um monumento funerário turriforme de origem ibérica, que foi encontrado na povoação albacetenha de Chinchilla. Actualmente encontra-se no Museu Arqueológico Nacional de Espanha. Tem suas origens em sepulcros neo-hititas. Está construído em pedra com silharia isódoma. Possui um basamento de três degraus, um relevo nas quatro esquinas, um novo basamento, um segundo corpo, uma fila de leões e termina em forma piramidal, que simboliza o máximo de energia que precisa o corpo para ir ao para além.
O sentido turriforme é o da árvore da vida, unindo a parte terrenal com a celeste. É a referência do homem na Terra e no para além.

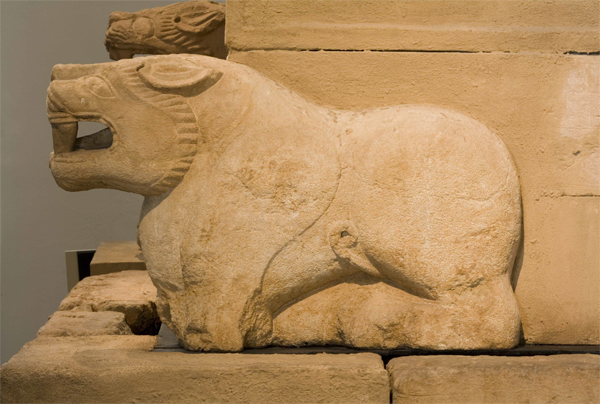

Os leões formam um bloco encostado ao sepulcro. Aparece o leão com as fauces abertas. O leão é um animal de signo positivo e carácter solar. É um símbolo de protecção que defende o corpo e as cinzas. O referente é o touro alado do mundo mesopotámico. Ao ter as fauces abertas o leão faz sentido de monstro andrófago, que é o encarregado de apurar as almas nos paraísos. Nos relevos dão-se umas iconografias segundo as caras:
- Uma impressionante copa com uma personagem dentro da copa. Representação de touros e plantas. Aqui vê-se uma representação de os trabalhos de Hércules (ou Heracles), dão-se estes relevos porque o sepulcro estaria dedicado a um herói ibério, e porque Hércules mediante seus trabalhos salvou à humanidade. Representa o trabalho dos bois, o de matar à hidra de Lerma. Aparecem representados os deuses mediante uma pessoa sedente alada, tem em suas mãos a árvore da vida.
- Seguem aparecendo os trabalhos de Heracles, com a representação de pássaros que voam sobre uma árvore. É o trabalho de matar aos pássaros do lago Estínfalo. Aparece um javali bicéfalo e um verme com cabeça humana, aqui viu-se um porco ibério como alusão ao animal positivo que ajuda ao defunto na ida ao para além. O porco afunda seu focinho na terra e das entranhas da terra alimenta-se dos vermes que saca, se vê a defesa do alma. O verme é a figura diabólica

No ritual funerário dá-se o banquete funerário e como parte importante do cortejo funerário era muito importante a música. O friso tem uma continuidade, começando com uns ginetes e acabando com a morte em si. Nos relevos destaca a figura da flautista, da que há que destacar o traje, que é o cerimonial do mundo ibério, leva um cabelo muito elaborado. Existe uma despreocupação pelo cânone ao invés que no mundo grego. Tem os olhos amendoados e leva um cinto decorado com ondas de origem cretense.